# Stazione di Casalecchio di Reno
La stazione di Casalecchio di Reno è una fermata ferroviaria posta sulla ferrovia Porrettana, a servizio del centro di Casalecchio di Reno, nella città metropolitana di Bologna.
È localmente nota anche come stazione di Casalecchio Ronzani, dal nome della via in cui si trova, per distinguerla dalle altre tre stazioni ferroviarie che insistono sul territorio comunale: Casalecchio Garibaldi, dove la linea Porrettana si biforca dalla ferrovia Casalecchio-Vignola; Casalecchio Ceretolo e Casalecchio Palasport, servite esclusivamente dalla linea per Vignola.

## Storia
La stazione venne attivata il 18 agosto 1862, in concomitanza con il tratto Bologna-Vergato della ferrovia Porrettana.
Il 28 ottobre 1927 venne attivato l'esercizio a trazione elettrica a corrente alternata trifase; la stazione venne convertita alla corrente continua il 13 maggio 1935.
La stazione fu ufficialmente declassata a fermata il 31 dicembre 2002, rimanendo invariata e mantenendo tutte le sue strutture fino allo smantellamento dell'intero scalo, avvenuto nel maggio 2003. Dopo tale evento è rimasto in funzione il solo binario di corsa (ex binario 2).
Durante l'estate 2015, con lavori durati dal 3 al 23 agosto, la fermata ha subito un'ulteriore ristrutturazione, con lo spostamento verso est a ridosso del fabbricato viaggiatori e dell'ex scalo merci di parte del tracciato ferroviario (circa 750 metri di binari) e i relativi sistemi tecnologici (linea di alimentazione elettrica dei treni e apparati di gestione e controllo del traffico e distanziamento in sicurezza dei convogli).

Tali lavori sono funzionali alla costruzione da parte di ANAS di una nuova galleria artificiale stradale al cui interno correrà un tratto della SS 64 Porrettana.

## Strutture e impianti
La fermata è provvista dell'unico binario di corsa della linea Porrettana e una banchina, che garantisce l'accesso ai viaggiatori.
In passato erano presenti 4 binari con banchina per il servizio passeggeri più uno a servizio del dismesso scalo merci, che includeva alla radice lato Pistoia anche un breve raccordo per l'adiacente cava Sapaba.
Il binario 4 in particolare fu realizzato nel 1975 quale nuovo capolinea della ferrovia Casalecchio-Vignola e in sostituzione della ex stazione di testa FCV in centro al paese. Esso finì inutilizzato con la ristrutturazione della FCV negli anni 1995-2003 ed è stato smantellato assieme ai binari 1 e 3 al momento del declassamento a fermata. Sul retro dello scalo merci e nel piazzale stradale esterno all'impianto era presente anche un raccordo con il binario da e per il deposito FCV, raccordo poi riattestato alla radice lato Bologna a metà anni ottanta.
Gli ultimi incroci fra treni sui binari 1 e 2 sono stati effettuati nell'aprile 2003.
È presente un fabbricato viaggiatori con tettoia. Al suo interno vi è la biglietteria con obliteratrici automatiche. All'esterno della costruzione è presente un'altra biglietteria automatica con vicino il bar della stazione.
Nel 2015 ulteriori lavori hanno consentito di adeguare l'impianto agli standard previsti per il servizio ferroviario metropolitano di Bologna, con marciapiedi lunghi 250 metri e alti 55 cm, per consentire l'incarrozzamento a raso.

## Movimento
Il servizio passeggeri è costituito dai treni della linea S1 (Porretta Terme-Bologna Centrale-Pianoro) del servizio ferroviario metropolitano di Bologna, che nella tratta compresa tra Marzabotto e Pianoro sono cadenzati alla mezz'ora.
I treni sono effettuati da Trenitalia Tper nell'ambito del contratto di servizio stipulato con la regione Emilia-Romagna.
Al 2007, l'impianto risultava frequentato da un traffico giornaliero di circa 900 persone.
A novembre 2019, la stazione risultava frequentata da un traffico giornaliero medio di circa 1 501 persone (775 saliti + 726 discesi).
Ai fini tariffari, la stazione ricade nell'area urbana di Bologna, entro la quale sono validi i normali titoli di viaggio urbani.

## Servizi
La fermata, che nel 2008 RFI classificava di categoria silver, dispone di:
- Biglietteria automatica
- Sala d'attesa
- Bar

## Interscambi
La fermata offre i seguenti interscambi:
- Fermata autobus